# Arkema

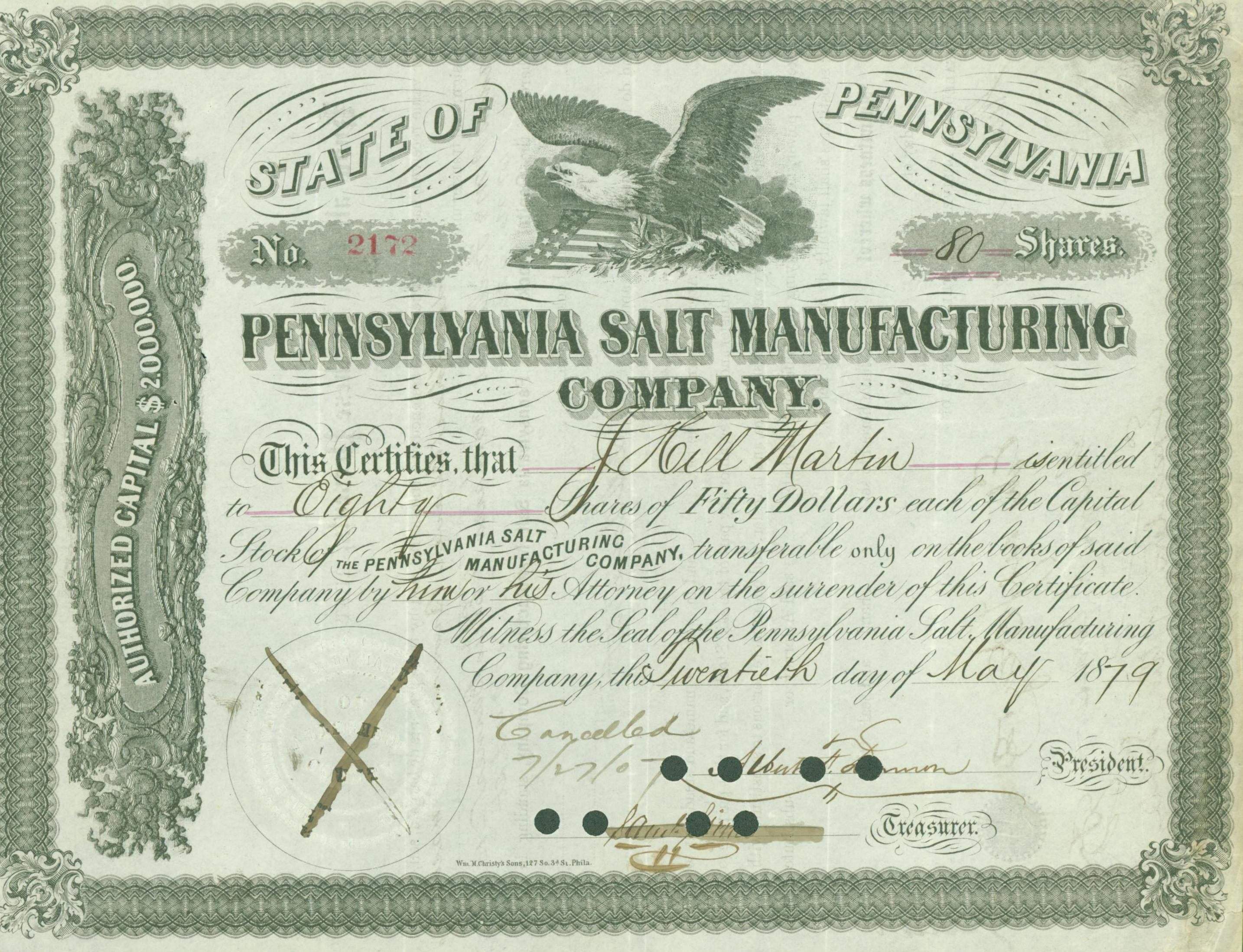
Participación de la Compañía de Explotación de Sal de Pensilvania, emitida el 20 de mayo de 1879

Arkema S.A. es una empresa de productos químicos especiales y materiales avanzados con sede en Colombes, cerca de París, Francia.
Creada en 2004, cuando la gran petrolera francesa Total reestructuró su negocio de productos químicos, Arkema se presentó en la Bolsa de París en mayo de 2006. Con una facturación de 9.500 millones de euros en 2021, posee 20.200 empleados en más de 55 países, 13 centros de investigación en todo el mundo y un total de 144 plantas productivas en Europa, América del Norte, Asia y en el resto del mundo.
Arkema está organizada en tres segmentos comerciales: soluciones de recubrimiento, productos químicos industriales y productos de alto rendimiento.

## Historia
Arkema se creó cuando la petrolera francesa Total reestructuró su negocio de productos químicos. La reestructuración fue un proceso gradual que había comenzado muchos años antes:
1850: Creación de The Pennsylvania Salt Manufacturing Co. por cinco cuáqueros de Filadelfia. 

1957: La Pennsylvania Salt Manufacturing Co. cambió su nombre a Pennsalt Chemicals Corp.

1969: Wallace y Tiernan Inc. se fusionaron en la Pennsalt Chemicals Corp, formando Pennwalt Corp.

1971: Creación de Aquitaine Total Organico (ATO), una filial conjunta de Elf-Total. Creación de Productos Chimiques Ugine Kuhlmann (PCUK). 

1973: Creación de ATO Chimie. 

1980: Creación de Chloé Chimie (40% Elf Aquitaine, 40% Total y 20% Rhône-Poulenc). 

1983: Creación de Atochem: la producción química en Francia se reorganiza en torno a Atochem, una subsidiaria de propiedad total de Elf Aquitaine que incorpora las actividades de ATO Chimie, Chloé Chimie y la mayor parte de PCUK. 

1989: Atochem North America Inc. se forma a partir de la fusión de Pennwalt Corp., M&T Chemicals y Atochem Inc.

1990: La producción química se reorganiza de nuevo en Francia: los negocios de petroquímicos, estirénicos, fertilizantes y acrílicos de Orkem se integran en Atochem, mientras que las especialidades (resinas y pinturas) se trasladan a Total. Adquisición del negocio de peróxidos orgánicos de Montedison. 

1992: Atochem se convierte en Elf Atochem. 

2000: Creación de Atofina mediante la fusión de los negocios químicos de TotalFina y Elf tras la fusión de las dos empresas en 1999. 

2004: Creación de Arkema el 1 de octubre. 

2006: Arkema IPO debuta en el Euronext Paris el 18 de mayo.

2007: Arkema vende sus actividades agroquímicas (CEREXAGRI). y sus actividades de producción de formaldehído

2007: Arkema adquiere la empresa Coatex (polímeros acrílicos especiales).

2010: Arkema adquiere los activos de Acrylic Dow en EE. UU.

2011: Arkema adquiere Total Coating Resins (Cray Valley y Sartomer)

2011: en junio, Arkema se une al índice bursátil francés CAC Next 20.

2012: Arkema adquiere la empresa china Hipro Polymers (productor de biopoliamidas) y Casda Biomaterials (productor de materias primas vegetales)

2012: en julio, Arkema vendió por 1 euro simbólico su segmento de negocio de productos de vinilo al grupo Klesch por razones de rentabilidad, pero también para volver a centrar sus operaciones exclusivamente en productos químicos especiales. Como parte de esta desinversión, Arkema realizó un pago en efectivo de 100 millones de euros al grupo Klesch y contrajo deudas por valor de 470 millones de euros para ayudar a reactivar la actividad. En respuesta a los temores de despido y a las protestas de los empleados en varios sitios de producción, los sindicatos negociaron, con la dirección de Arkema, garantías industriales y sociales, así como medidas de apoyo diseñadas para proteger los derechos de los empleados en caso de que el grupo Klesch implementara despidos. tras su adquisición de las actividades de productos de vinilo. Así, se constituyeron dos fondos fiduciarios de 20 M€ para garantizar el pago de indemnizaciones y los derechos de los trabajadores de las empresas vendidas.

2012: como parte de su reenfoque estratégico en productos químicos especiales, Arkema adquirió una nueva identidad visual, así como una nueva firma de "Química innovadora".

2015: en febrero, la empresa finalizó la compra de Bostik a TotalEnergies. La empresa también se unió a CJ Group de Corea del Sur para invertir en la fabricación de metionina en Malasia.

2017: Durante el huracán Harvey, algunos peróxidos orgánicos se quemaron en la planta de Arkema Crosby TX, lo que provocó una zona de evacuación de 1,5 millas alrededor de las instalaciones.

## Organización
Desde que Arkema vendió su segmento de productos de vinilo en julio de 2012, reorganizó sus actividades en tres segmentos comerciales: materiales de alto rendimiento, especialidades industriales y soluciones de recubrimiento. Cada uno de estos segmentos representa un tercio de la facturación de Arkema.

### Materiales de alto rendimiento
El segmento de Materiales de Alto Rendimiento reúne cuatro líneas de productos de alto valor agregado: Poliamidas especiales, Fluoropolímeros (PVDF), tamices moleculares para filtración y adsorción y peróxidos orgánicos.
Sus marcas insignia son Rilsan (poliamida 11), Luperox (Peróxido Orgánico), Kynar (PVDF), Siliporita (Molecular Sieves).

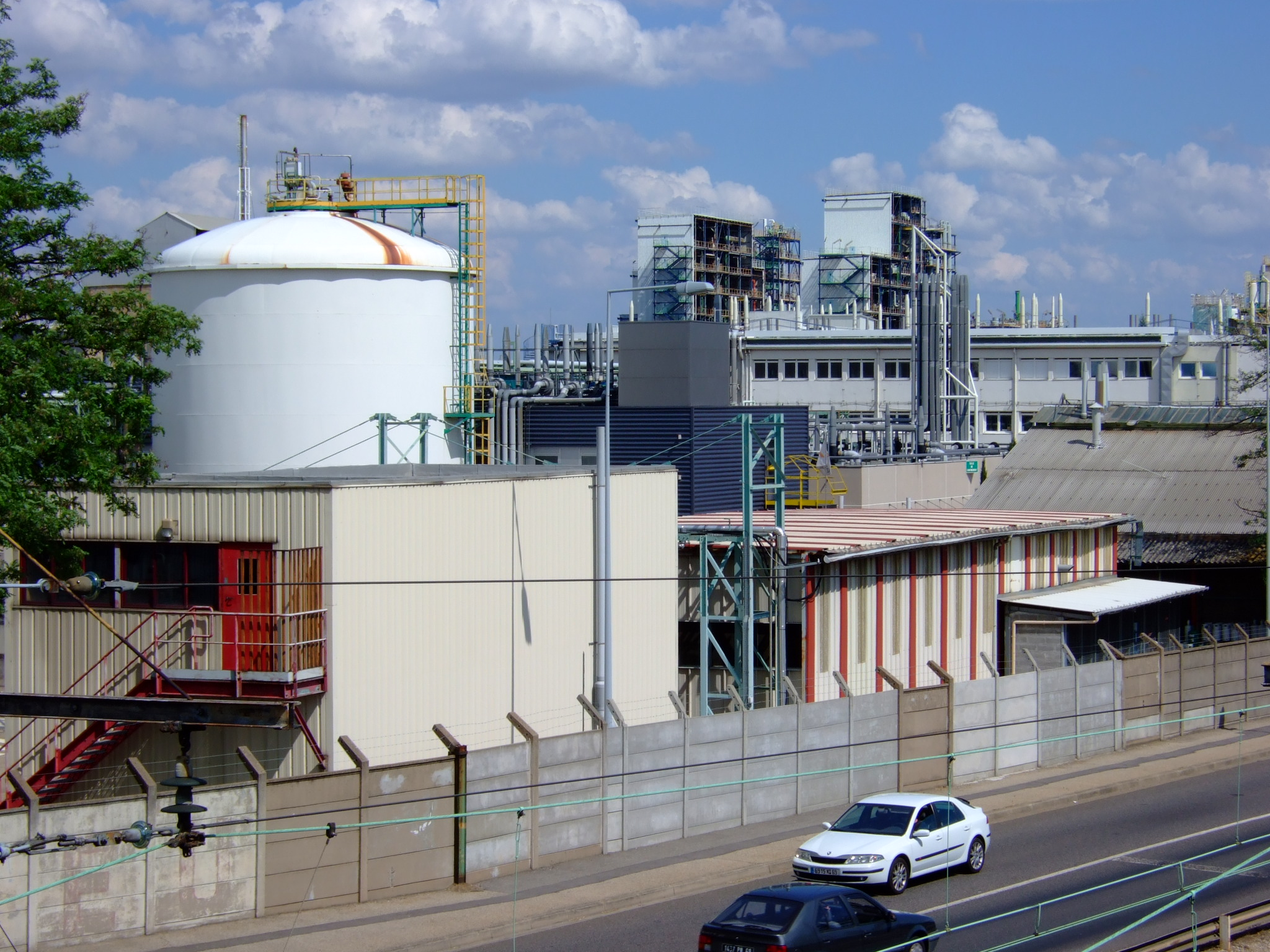
Instalaciones de Arkema en Pierre-Bénite (Francia)

### Especialidades industriales
El segmento de especialidades industriales fabrica productos químicos intermedios, como tioquímicos (para nutrición animal, odorante natural de gas), fluoroquímicos (para refrigeración, aire acondicionado, agente de soplado para espuma aislante), PMMA (o vidrio acrílico para muebles, aplicaciones automotrices, barreras acústicas), y peróxido de hidrógeno (blanqueo de pulpa y textiles, síntesis química, tratamiento de aguas).

### Soluciones de recubrimiento
A partir de los monómeros acrílicos aguas arriba, el Grupo ha construido una presencia en todos los segmentos del mercado de recubrimientos. Su cartera de materiales y tecnologías de recubrimiento incluye resinas y aditivos de recubrimiento en polvo a base de agua, a base de solventes de Arkema Coating Resins, aditivos reológicos para recubrimientos a base de agua de Coatex y resinas de fotocurado para fibras ópticas, artes gráficas, electrónica, etc. de Sartomer. Sus marcas insignia son Envia, Rheotec, Sarbio.

## Filiales
El grupo Arkema tiene siete filiales:
- Ashland, líder en adhesivos especiales en los Estados Unidos;
- Bostik se especializa en soluciones de unión;
- Coatex produce aditivos reológicos para formulaciones con base de agua. Sus plantas de producción están ubicadas en Francia (Genay), Holanda (Moerdijk), Estados Unidos (Chester, Carolina del Sur), Corea (Kunsan), China (Changshu) y Brasil (Araçariguama). Las principales marcas de esta filial son Rheocoat, Coadis, Rheocarb, Ecodis, Viscoatex y Coapur;
- MLPC International se especializa en la química del sulfuro de carbono, cloruro de cianógeno y aminas. Produce sustancias auxiliares para la industria del caucho;
- Sartomer es un productor líder de acrilatos especiales para sistemas de curado UV (fotorreticulación). Esta tecnología de fotocurado mejora el rendimiento de recubrimientos, tintas, adhesivos, compuestos, fibras ópticas, caucho y otras aplicaciones exigentes;
- Den Braven, fabricante líder en Europa de selladores de alto rendimiento para aislamiento y construcción;
- Casda, líder mundial en ácido sebácico procedente del aceite de ricino.

## Arkema en todo el mundo

### Ubicaciones
Arkema opera a través de instalaciones industriales en Europa, América del Norte y Asia; y mediante filiales comerciales en alrededor de 40 países.
Cuenta con 144 instalaciones de producción en todo el mundo, incluidas 61 en Europa, 43 en América del Norte, y otras 40 en Asia y en el resto del mundo.
Dispone de 13 centros de investigación en todo el mundo: 7 en Francia (Lacq, Serquigny, Cerdato, Carling, Genay, Pierre-Benite y Verneuil), tres en Estados Unidos (Cary (Carolina del Norte), Wauwatosa (Wisconsin) y King of Prussia) y dos en China (Shanghái y Changshu).
| Norte y Sud América       | 31% de las ventas 38 plantas |
| Europa                    | 38% de las ventas 60 plantas |
| Asia y el resto del mundo | 31% de las ventas 38 plantas |

### Ventas por región
La mayor parte de las ventas de Arkema se generan en Europa, que representa el 40% del total. América del Norte y América del Sur representan el 34% de las ventas.
Arkema ha tenido una fuerte presencia en la República Popular China durante más de 13 años. Solo Asia ahora representa el 31% de las ventas.

### Crosby, Texas
Arkema opera una planta en Crosby (Texas), que se inundó durante el huracán Harvey en agosto de 2017. La compañía comunicó que no pudo evitar la posibilidad de una explosión en la planta, después de que el equipo de refrigeración que mantenía frío el peróxido orgánico sensible a la temperatura fallara debido a la inundación. El 31 de agosto se informó de que las explosiones provenían de la planta, pero estas explosiones quizás fueron solo "roturas de contenedores pequeños".

## Investigación y desarrollo
El gasto en investigación y desarrollo ascendió a aproximadamente 150 millones de euros, con la mitad asignada a la "química verde". Arkema emplea a más de 1200 investigadores, cuyo trabajo se centra en dos áreas principales: polímeros de ultra alto rendimiento y soluciones de desarrollo sostenible.

## Rendimiento financiero
Arkema genera unas ventas de 7.900 millones de euros, desglosadas de la siguiente manera:
- Materiales Avanzados, 32%.
- Soluciones Adhesivas, 25,5%.
- Soluciones de Recubrimiento, 24,5%.
- Intermedios, 18%.

La deuda neta de Arkema en 2020 era de 1.900 millones de euros.

## Estructura accionarial
A 31 de diciembre de 2010, los principales accionistas de Arkema (que poseían al menos el 5% del capital declarado a AMF) eran: Greenlight Capital (5,5%), Dodge & Cox (5,2%), Groupe Bruxelles Lambert (10%).
Desde el 1 de enero de 2012, el nivel del 5% informado a la AMF fue superado por:
- FMR LLC (Fidelity Investments): declaró tener +5% del capital de Arkema (23 de agosto de 2012);[30]
- Groupe Bruxelles Lambert: vendió todas sus acciones en el capital del grupo (14 de marzo de 2012);[31]
- Accionistas individuales: 94,0%;
- Empleados del grupo: 5,5%;